# Žlebští z Lichtenburka
Žlebští z Lichtenburka byla východočeská větev českého panského rodu Lichtenburků, kterou na počátku 14. století založil Václav Žlebský z Lichtenburka, syn Jindřicha z Lichtenburka a jeho druhé manželky Matyldy ze Žleb.
Zatímco Václav Žlebský z Lichtenburka vlastnil hrad Žleby s přilehlým panstvím a statky v dolním Poohří s hradem Klapým (dnešní Hazmburk), jeho bratr Čeněk Žlebský z Ronovce ovládal hrad Ronovec a městečko Bělou. Jejich další bratr Smil III. z Lichtenburka se v pramenech objevil pouze roku 1310. Všichni bratři se politicky přidržovali svého strýce Oldřicha z Lichtenburka spolu se kterým byli přívrženci českého krále Jindřicha Korutanského. Mezi lety 1312 a 1314 Čeněk i Václav zemřeli a jejich majetky zdědil jediný Václavův syn Hynek Žlebský z Lichtenburka, jenž v tu dobu však ještě nebyl zletilý. Správy rodových statků se proto ujala jeho babička Matylda ze Žleb. Když Matylda v roce 1327 zesnula, Hynek se stal samostatným vládcem svého panství. Brzy se zařadil mezi nejvlivnější šlechtice své doby a dokonce se stal důvěrníkem krále Karla IV. Hynek zřejmě směnil s králem Janem Lucemburským své statky v dolním Poohří s hradem Klapým a žlebské panství za hrad Poděbrady s přilehlým panstvím, jež bylo velmi výnosné. Oženil se s Anežkou z Landštejna. Z tohoto svazku sice vzešly tři dcery, ale žádný syn. Když Hynek roku 1351 zemřel, poděbradské panství zdědil manžel jeho dcery Elišky, Boček z Kunštátu a Poděbrad. Žlebské panství až do konce svého života se svolením Karla IV. využívala vdova po Hynkovi, Anežka z Landštejna, jejíž smrtí v roce 1370 žlebská větev rodu Lichtenburků definitivně zanikla.

## Dějiny

### Tři bratři a jejich dědictví

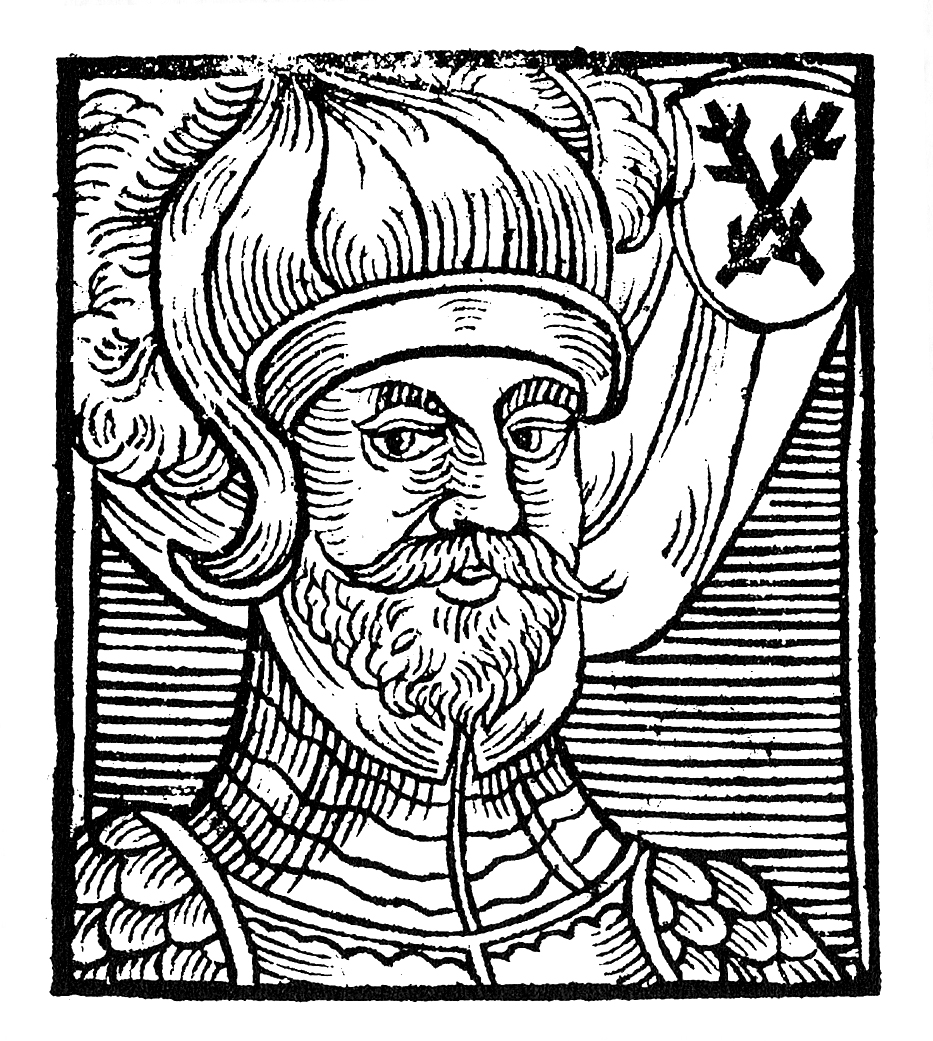
Oldřich z Lichtenburka (Fiktivní portrét od Bartoloměje Paprockého, Diadochus)

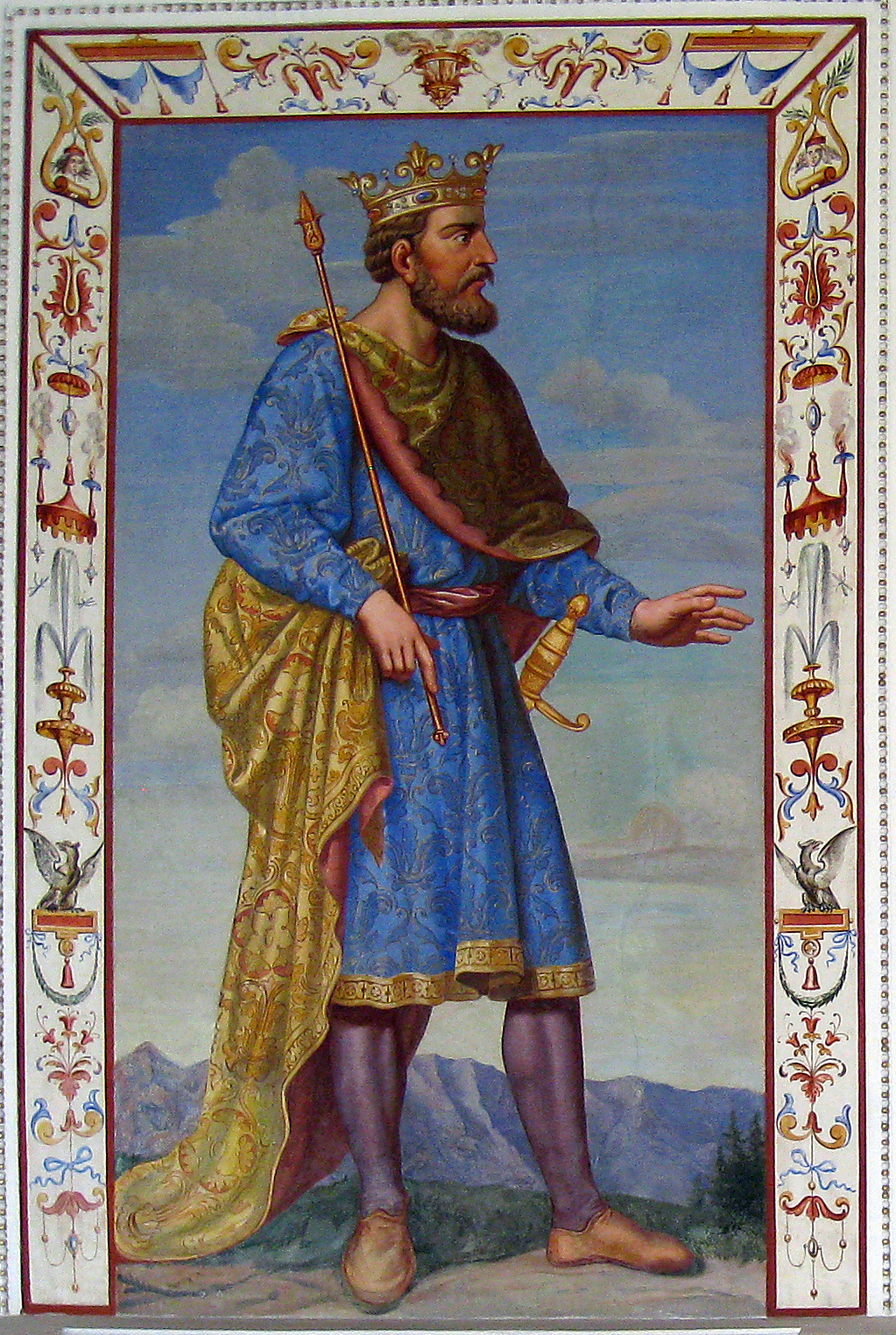
Malba Jindřicha Korutanského na zdi ve Španělském sále na zámku v Ambrasu u Innsbrucku

Praotcem Žlebských z Lichtenburka byl přední český šlechtic Jindřich z Lichtenburka, syn Smila I. z Lichtenburka. Z jeho prvního manželství s Domaslavou ze Strakonic vzešel syn Hynek Krušina I. z Lichtenburka, jenž se stal zakladatelem rodové větve Krušinů. Druhá manželka Matylda ze Žleb porodila Jindřichovi syny Václav Žlebského z Lichtenburka, Smila III. z Lichtenburka a Čeňka Žlebského z Ronovce. Když Jindřich roku 1296 zemřel, Lichtenburkové dosud žijící v majetkovém nedílu si rozdělili své panství. Jindřichovi synové z něj získali statky v dolním Poohří s hradem Klapým (dnešní Hazmburk), hrad Žleby s přilehlým panstvím, hrad Ronovec s městem Bělou a polovinu města Brodu (dnešní Havlíčkův Brod) s okolními doly. Do pěti let došlo k dalšímu dělení majetku – Hynkovi zůstala polovina města Brodu s jeho doly, Václavovi připadly majetky v dolním Poohří s hradem Klapým i žlebské panství a Čeněk dostal hrad Ronovec s městem Bělou. V roce 1302 se v pramenech poprvé objevil Václav; Smil a Čeněk ho následovali v roce 1310. Politicky se žlebští bratři přidržovali svého strýce Oldřicha z Lichtenburka, jenž byl formálně hlavou celého rodu. Spolu s ním také podporovali českého krále Jindřicha Korutanského.
Roku 1310 Václav s bratry figuroval na listině svého strýce Rajmunda, což dokazuje, že na Brodu měli Žlebští také nějaké menší podíly. Jindřich Korutanský byl však ještě téhož roku nakonec poražen a vyhnán z Čech Janem Lucemburským, jenž se následně stal novým českým králem. Po roce 1310 Čeněk i Smil zmizeli z pramenů. Zatímco Čeněk zahynul v blíže neidentifikovatelné pohraniční válce s Rakušany, Smilova příčina úmrtí je neznámá, stejně jako Václavova, který se z pramenů vytratil po roce 1312. V roce 1314 již byli všichni tři bratři prokazatelně mrtví.
Zatímco Čeňkovo manželství s jistou Anežkou zůstalo bezdětné, Václav po sobě z manželství s jinou Anežkou zanechal syna Hynka Žlebského z Lichtenburka. Hynek nebyl v době smrti svého otce a strýců ještě zletilý a správy rodových statků se proto ujala jeho babička Matylda ze Žleb, jež se vyznamenala jako velmi energická žena a svému vnukovi dědictví udržela v původním rozsahu. Hynek ho převzal po Matyldině smrti v roce 1327. Zdědil nejen majetky svého otce Václava, ale také statky po svých strýcích Čeňkovi a Smilovi.

### Vzestup a zánik rodu

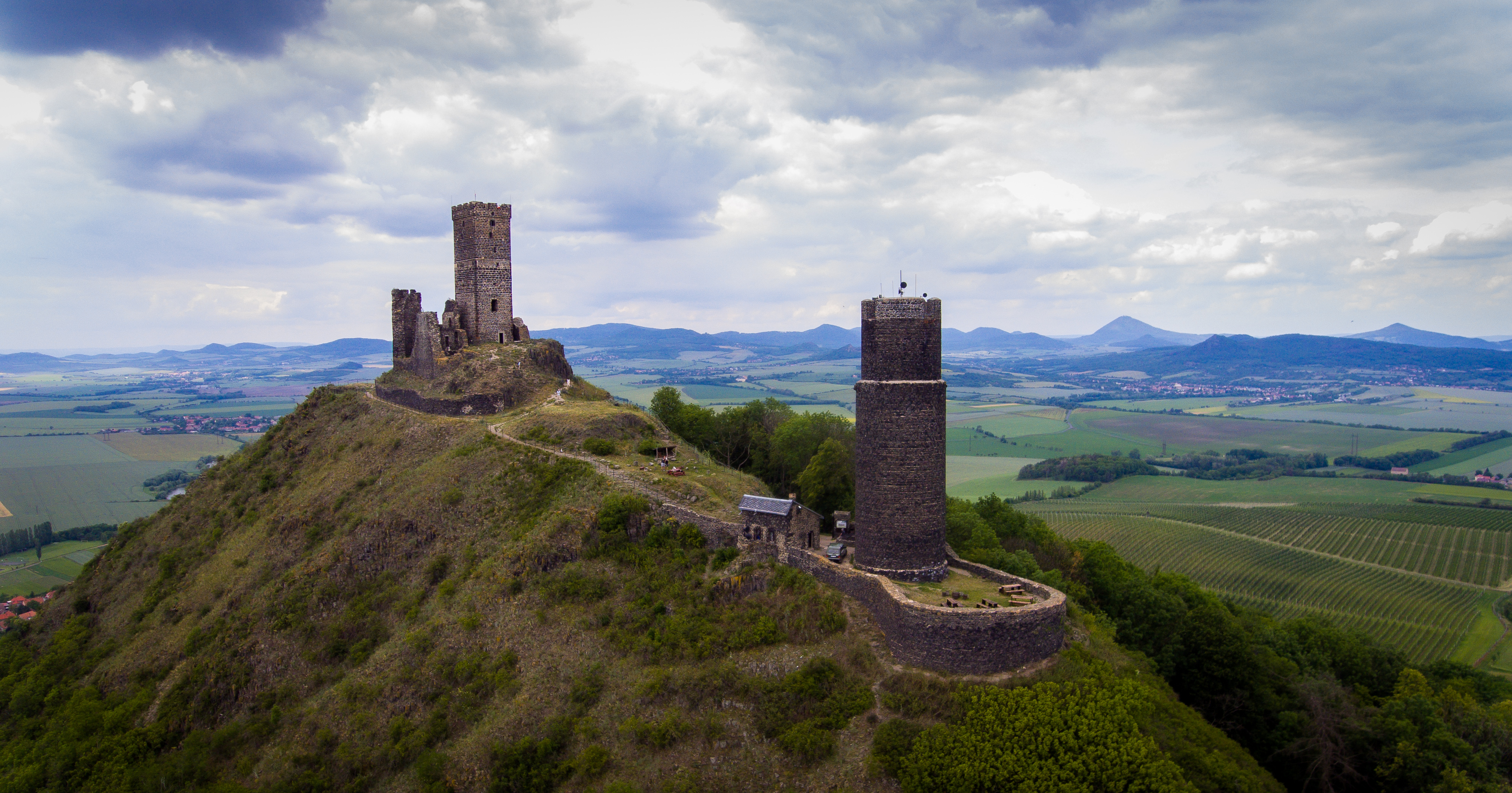
Hrad Hazmburk, bývalý hrad Klapý.

Hynek Žlebský z Lichtenburka se soustředil především na získání královského hradu Poděbrady s bohatým a významným panstvím, které k němu náleželo. Aby toho dosáhl, zřejmě předal českému králi Janovi Lucemburskému své državy v dolním Poohří s hradem Klapým a hrad Ronovec s městečkem Bělou. August Sedláček a Dobroslava Menclová se ale domnívají, že do královského vlastnictví Klapý přešel už za života Hynkova otce Václava před rokem 1314. V roce 1345 Jan Lucemburský Hynkovi skutečně udělil hrad Poděbrady s přilehlým panstvím do „ušlechtilého manství“, což posílilo Hynkovo mocenské i hospodářské postavení. Hynkovou ženou se stala Anežka, dcera významného velmože Viléma z Landštejna. V roce 1337 Hynek zasedal u zemském soudu. Na vrcholu své kariéry stanul ve druhé polovině 40. let, kdy se prosadil v okolí markraběte a pozdějšího krále i císaře Karla IV., jehož doprovázel i na mnoha cestách. Vzestup Žlebských z Lichtenburka pozastavilo až Hynkovo náhlé skonání 2. listopadu 1351.
Protože po sobě Hynek nezanechal žádného mužského potomka, poděbradské panství po něm zdědil jeho zeť, manžel jeho dcery Elišky, Boček z Kunštátu a Poděbrad, předek českého krále Jiřího z Poděbrad. Další Hynkova dcera Markéta z Lichtenburka byla provdána za Henslina z Třemšína, po jehož smrti v roce 1361 vstoupila do kláštera klarisek v Českém Krumlově, kde kolem roku 1367 zemřela. Její sestra Anežka z Lichtenburka se podle polského historika Kazimierza Jasińskiého vdala za minsterberského knížete Mikuláše Malého z rodu slezských Piastovců, jemuž porodila syna Boleslava III. Jan Urban však nic o jejím sňatku do Polska ve své knize Lichtenburkové neuvádí. Mluví pouze o tom, že se Anežka v roce 1352 vzdala dědického podílu na hradě Žlebech.
Vdově po Hynkovi, Anežce z Landštejna, král Karel IV. v únoru 1352 povolil po zesnulém manželovi svobodně užívat žlebský hrad s přilehlým panstvím. Podle další domluvy z roku 1356 mohla Anežka do konce svého života pobývat na Žlebech jakožto na svém vdovském sídle, po její smrti však mělo být žlebské panství postoupeno královské komoře, a to formou prodeje za 3300 kop pražských grošů. Žlebským purkrabím, který fakticky vedl správu Anežčina žlebského panství, se stal Modliboh z Heřmanic. V roce 1370 Anežka založila ve městečku Žlebech špitál pro chudé a brzy poté téhož roku zemřela, čímž rod Žlebských z Lichtenburka definitivně vymřel. Žlebské panství po její smrti plně převzala královská komora.

## Majetek

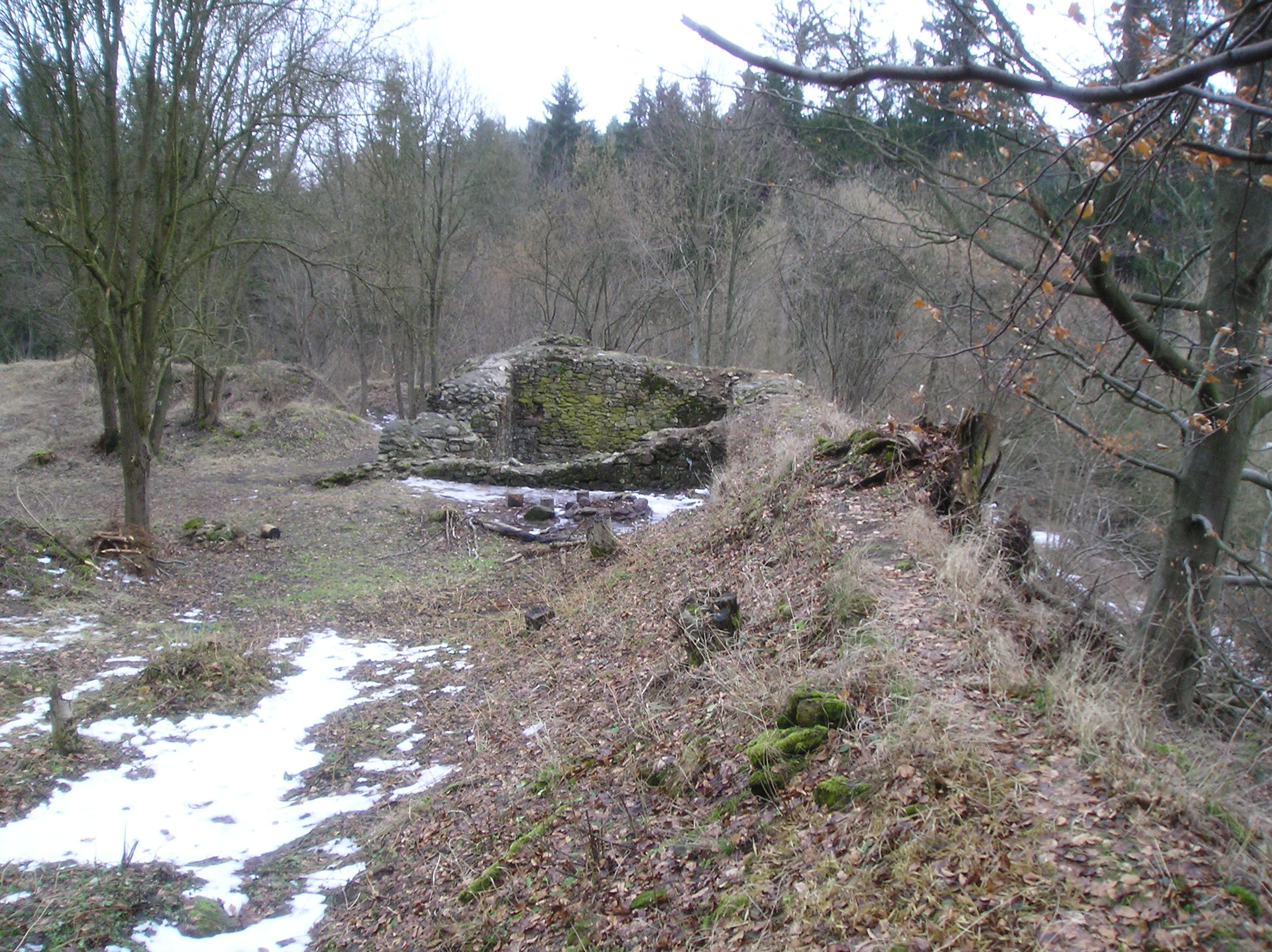
Zřícenina hradu Ronovce

Vývoj majetkové držby Žlebských z Lichtenburka je uveden v kapitole Dějiny. V této kapitole se nachází pouze podrobný popis jejich majetků.
Nejasnosti panují ohledně majetku Žlebských v dolním Poohří, protože se nejednalo o souvislé panství a není proto jisté, co všechno jim zde patřilo. Tato oblast byla zřejmě poměrně lukrativní, protože byla velmi vhodná pro zemědělství a procházelo tudy několik obchodních stezek. Žlebští zde možná vlastnili hrad Klapý (dnešní Hazmburk). Hospodářským centrem dominia v dolním Poohří byly zřejmě Libochovice. Hlavním sídlem Žlebských z Lichtenburka byl hrad Žleby, ke kterému patřila Uhelná Příbram, vesnice Žleby, Skovice, Markovice, Biskupice, Zaříčany, Tři Dvory a od roku 1327 také Zehuby. Žlebští dále vlastnili městečko Bělou a hrad Ronovec, ke kterému náležela Dolní Krupá, Čachotín, Horní Krupá, Rozsochatec, Cibotín a Kojetín, u kterého se patrně naházely štoly na dolování stříbra.
Od roku 1345 Hynek Žlebský z Lichtenburka ovládal také hrad Poděbrady a výnosné panství, které k němu náleželo. Pod něj spadalo město Poděbrady a vesnice Štolmíř, Dobřichov, Pečky, Chrást, Velenka, Sadská, Hradištko, Písty, Zvěřínek, Zdebudice, Polabec, Kluk, Sokoleč, Osek, Zboží, Kouty, Choťánky, Pátek, Křečkov, Větrostráže a dvory Babín a Nový Dvůr. Jednalo se o velmi lidnatou, rozsáhlou a vzhledem k blízkosti Labi také lukrativní oblast.

## Erb a pečetě

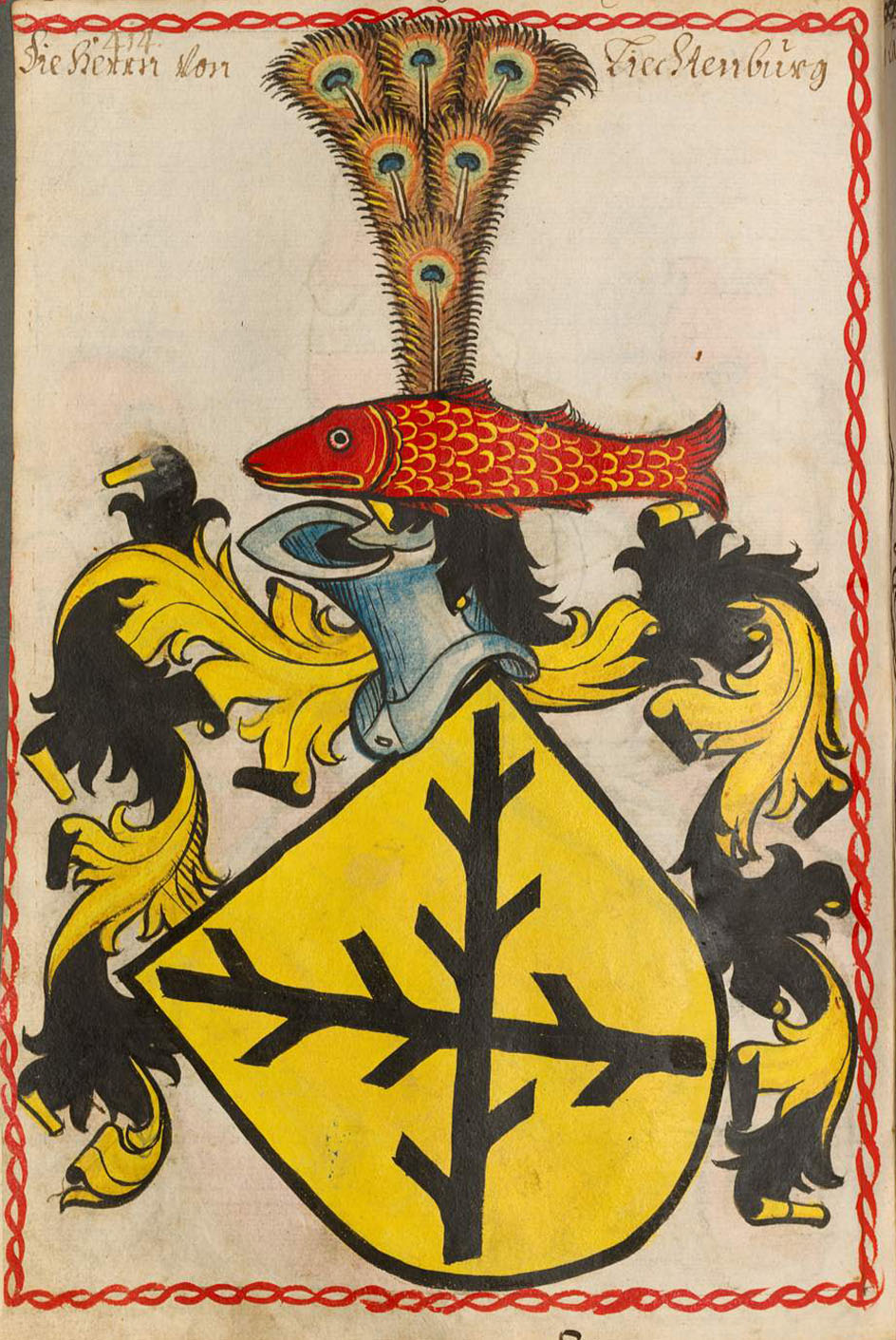
Erb pánů z Lichtenburka

Erbovní figura Žlebských z Lichtenburka se od ostatních Lichtenburských větví nijak nelišila. V erbu Lichtenburkové nosili zkřížené ostrve o šesti sucích ve zlatém štítu. V klenotu měli kapra na pavím ocase (kytě), který je v celém lichtenburském rodě poprvé doložen až roku 1302 na pečeti Václava Žlebského z Lichtenburka, ačkoli podle Dalimilovy kroniky kapra do erbu získal už v roce 1257 Václavův dědeček Smil z Lichtenburka.

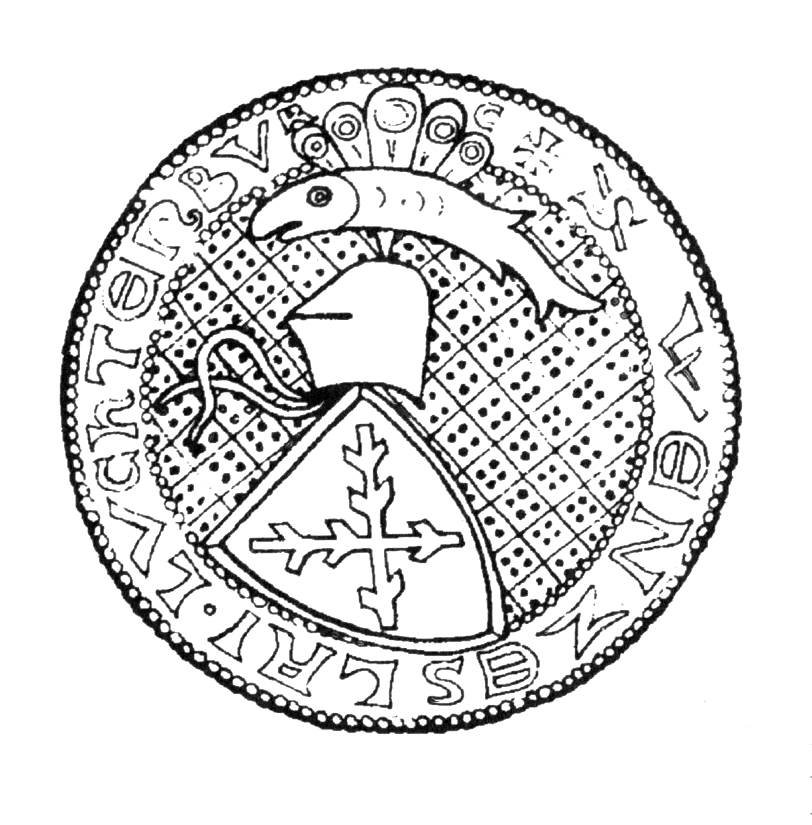
Pečeť Václava Žlebského z Lichtenburka

Dochovalo se celkem 9 pečetí příslušníků rodu Žlebských z Lichtenburka, které byly celkem 5 typů. Po Václavovi Žlebském z Lichtenburka se dochoval pouze jeden typ pečetě, a to z let 1302, 1307, 1310 a dále z let 1314 a 1322, kdy byl Václav již po smrti a jeho pečetidlo využívala jeho matka Matylda. Tato pečeť byla okrouhlá s průměrem 51 milimetrů. V poli měla gotický štít se zkříženými ostrvemi a kbelcovým helmem. V klenotu se nacházela paví kyta přeložená rybou. Na pečeti gotickou majuskulí stál opis +S. WENZESLAI.LVChTenBVRC. V roce 1310 pečetil také Václavův mladší bratr Smil III. z Lichtenburka, jehož jediná dochovaná pečeť byla okrouhlá s průměrem 26 milimetrů a v poli měla gotický štít, v němž se nacházely zkřížené ostrve. Stál na ní opis +S.ZMILOnIS. DE. LVCHTENBVRC. Pečetě Václavova syna Hynka Žlebského z Lichtenburka se dochovaly z let 1327, 1329 a 1345 a všechny tři byly originální. Pečeť z roku 1327 byla okrouhlá s průměrem 29 milimetrů a v poli měla gotický štít, v němž byly zkřížené ostrve a jenž měl kbelcový helm. V klenotu se nacházela ryba. Na pečeti bylo napsáno +.S.h.InCOnE.SLEWEIn. Další Hynkova pečeť z roku 1329 byla také okrouhlá s průměrem 26 milimetrů a v poli měla hrncový helm s přikryvadly z profilu, v jehož klenotu byla kyta přeložená rybou. Stál na ní opis + S. hInCOnIS.DE.LVChTENBVRCh. Poslední zachovalá Hynkova pečeť z roku 1345 byl také okrouhlá. V poli měla gotický štít skloněný vpravo a helm s přikryvadly. V klenotu se nalézala vysoká kyta přeložená rybou. V poli byly podle Augusta Sedláčka také sepjaté ruce a písmeno C. Stál na ní opis +S HINCOnIS D ZLEBEn.

## Rodokmen
|        |        |                            |                            | Jindřich z Lichtenburka    | Jindřich z Lichtenburka    | Jindřich z Lichtenburka    | Jindřich z Lichtenburka    | Jindřich z Lichtenburka       | Jindřich z Lichtenburka       |                               |                               | Matylda ze Žleb               | Matylda ze Žleb               | Matylda ze Žleb              | Matylda ze Žleb              | Matylda ze Žleb              | Matylda ze Žleb              |                          |                          |                          |                          |                            |                            |                            |                            |                             |                             |                             |                             |                             |                             |                         |                         |                         |                         |                       |                       |                                  |                                  |                                  |                                  |                                  |                                  |                 |                 |                 |                 |
|        |        |                            |                            | Jindřich z Lichtenburka    | Jindřich z Lichtenburka    | Jindřich z Lichtenburka    | Jindřich z Lichtenburka    | Jindřich z Lichtenburka       | Jindřich z Lichtenburka       |                               |                               | Matylda ze Žleb               | Matylda ze Žleb               | Matylda ze Žleb              | Matylda ze Žleb              | Matylda ze Žleb              | Matylda ze Žleb              |                          |                          |                          |                          |                            |                            |                            |                            |                             |                             |                             |                             |                             |                             |                         |                         |                         |                         |                       |                       |                                  |                                  |                                  |                                  |                                  |                                  |                 |                 |                 |                 |
|        |        |                            |                            |                            |                            |                            |                            |                               |                               |                               |                               |                               |                               |                              |                              |                              |                              |                          |                          |                          |                          |                            |                            |                            |                            |                             |                             |                             |                             |                             |                             |                         |                         |                         |                         |                       |                       |                                  |                                  |                                  |                                  |                                  |                                  |                 |                 |                 |                 |
|        |        |                            |                            |                            |                            |                            |                            |                               |                               |                               |                               |                               |                               |                              |                              |                              |                              |                          |                          |                          |                          |                            |                            |                            |                            |                             |                             |                             |                             |                             |                             |                         |                         |                         |                         |                       |                       |                                  |                                  |                                  |                                  |                                  |                                  |                 |                 |                 |                 |
| Anežka | Anežka | Anežka                     | Anežka                     | Anežka                     | Anežka                     |                            |                            | Václav Žlebský z Lichtenburka | Václav Žlebský z Lichtenburka | Václav Žlebský z Lichtenburka | Václav Žlebský z Lichtenburka | Václav Žlebský z Lichtenburka | Václav Žlebský z Lichtenburka |                              |                              |                              |                              | Smil III. z Lichtenburka | Smil III. z Lichtenburka | Smil III. z Lichtenburka | Smil III. z Lichtenburka | Smil III. z Lichtenburka   | Smil III. z Lichtenburka   |                            |                            |                             |                             |                             |                             | Čeněk Žlebský z Ronovce     | Čeněk Žlebský z Ronovce     | Čeněk Žlebský z Ronovce | Čeněk Žlebský z Ronovce | Čeněk Žlebský z Ronovce | Čeněk Žlebský z Ronovce |                       |                       | Anežka                           | Anežka                           | Anežka                           | Anežka                           | Anežka                           | Anežka                           |                 |                 |                 |                 |
| Anežka | Anežka | Anežka                     | Anežka                     | Anežka                     | Anežka                     |                            |                            | Václav Žlebský z Lichtenburka | Václav Žlebský z Lichtenburka | Václav Žlebský z Lichtenburka | Václav Žlebský z Lichtenburka | Václav Žlebský z Lichtenburka | Václav Žlebský z Lichtenburka |                              |                              |                              |                              | Smil III. z Lichtenburka | Smil III. z Lichtenburka | Smil III. z Lichtenburka | Smil III. z Lichtenburka | Smil III. z Lichtenburka   | Smil III. z Lichtenburka   |                            |                            |                             |                             |                             |                             | Čeněk Žlebský z Ronovce     | Čeněk Žlebský z Ronovce     | Čeněk Žlebský z Ronovce | Čeněk Žlebský z Ronovce | Čeněk Žlebský z Ronovce | Čeněk Žlebský z Ronovce |                       |                       | Anežka                           | Anežka                           | Anežka                           | Anežka                           | Anežka                           | Anežka                           |                 |                 |                 |                 |
|        |        |                            |                            |                            |                            |                            |                            |                               |                               |                               |                               |                               |                               |                              |                              |                              |                              |                          |                          |                          |                          |                            |                            |                            |                            |                             |                             |                             |                             |                             |                             |                         |                         |                         |                         |                       |                       |                                  |                                  |                                  |                                  |                                  |                                  |                 |                 |                 |                 |
|        |        |                            |                            |                            |                            |                            |                            |                               |                               |                               |                               |                               |                               |                              |                              |                              |                              |                          |                          |                          |                          |                            |                            |                            |                            |                             |                             |                             |                             |                             |                             |                         |                         |                         |                         |                       |                       |                                  |                                  |                                  |                                  |                                  |                                  |                 |                 |                 |                 |
|        |        | Neznámá jeptiška v Pohledu | Neznámá jeptiška v Pohledu | Neznámá jeptiška v Pohledu | Neznámá jeptiška v Pohledu | Neznámá jeptiška v Pohledu | Neznámá jeptiška v Pohledu |                               |                               |                               |                               | Hynek Žlebský z Lichtenburka  | Hynek Žlebský z Lichtenburka  | Hynek Žlebský z Lichtenburka | Hynek Žlebský z Lichtenburka | Hynek Žlebský z Lichtenburka | Hynek Žlebský z Lichtenburka |                          |                          | Anežka z Landštejna      | Anežka z Landštejna      | Anežka z Landštejna        | Anežka z Landštejna        | Anežka z Landštejna        | Anežka z Landštejna        |                             |                             |                             |                             |                             |                             |                         |                         |                         |                         |                       |                       |                                  |                                  |                                  |                                  |                                  |                                  |                 |                 |                 |                 |
|        |        | Neznámá jeptiška v Pohledu | Neznámá jeptiška v Pohledu | Neznámá jeptiška v Pohledu | Neznámá jeptiška v Pohledu | Neznámá jeptiška v Pohledu | Neznámá jeptiška v Pohledu |                               |                               |                               |                               | Hynek Žlebský z Lichtenburka  | Hynek Žlebský z Lichtenburka  | Hynek Žlebský z Lichtenburka | Hynek Žlebský z Lichtenburka | Hynek Žlebský z Lichtenburka | Hynek Žlebský z Lichtenburka |                          |                          | Anežka z Landštejna      | Anežka z Landštejna      | Anežka z Landštejna        | Anežka z Landštejna        | Anežka z Landštejna        | Anežka z Landštejna        |                             |                             |                             |                             |                             |                             |                         |                         |                         |                         |                       |                       |                                  |                                  |                                  |                                  |                                  |                                  |                 |                 |                 |                 |
|        |        |                            |                            |                            |                            |                            |                            |                               |                               |                               |                               |                               |                               |                              |                              |                              |                              |                          |                          |                          |                          |                            |                            |                            |                            |                             |                             |                             |                             |                             |                             |                         |                         |                         |                         |                       |                       |                                  |                                  |                                  |                                  |                                  |                                  |                 |                 |                 |                 |
|        |        |                            |                            |                            |                            |                            |                            |                               |                               |                               |                               |                               |                               |                              |                              |                              |                              |                          |                          |                          |                          |                            |                            |                            |                            |                             |                             |                             |                             |                             |                             |                         |                         |                         |                         |                       |                       |                                  |                                  |                                  |                                  |                                  |                                  |                 |                 |                 |                 |
|        |        | Henslin z Třemšína         | Henslin z Třemšína         | Henslin z Třemšína         | Henslin z Třemšína         | Henslin z Třemšína         | Henslin z Třemšína         |                               |                               | Markéta z Lichtenburka        | Markéta z Lichtenburka        | Markéta z Lichtenburka        | Markéta z Lichtenburka        | Markéta z Lichtenburka       | Markéta z Lichtenburka       |                              |                              | Eliška z Lichtenburka    | Eliška z Lichtenburka    | Eliška z Lichtenburka    | Eliška z Lichtenburka    | Eliška z Lichtenburka      | Eliška z Lichtenburka      |                            |                            | Boček z Kunštátu a Poděbrad | Boček z Kunštátu a Poděbrad | Boček z Kunštátu a Poděbrad | Boček z Kunštátu a Poděbrad | Boček z Kunštátu a Poděbrad | Boček z Kunštátu a Poděbrad |                         |                         | Anežka z Lichtenburka   | Anežka z Lichtenburka   | Anežka z Lichtenburka | Anežka z Lichtenburka | Anežka z Lichtenburka            | Anežka z Lichtenburka            |                                  |                                  | Mikuláš I. Malý                  | Mikuláš I. Malý                  | Mikuláš I. Malý | Mikuláš I. Malý | Mikuláš I. Malý | Mikuláš I. Malý |
|        |        | Henslin z Třemšína         | Henslin z Třemšína         | Henslin z Třemšína         | Henslin z Třemšína         | Henslin z Třemšína         | Henslin z Třemšína         |                               |                               | Markéta z Lichtenburka        | Markéta z Lichtenburka        | Markéta z Lichtenburka        | Markéta z Lichtenburka        | Markéta z Lichtenburka       | Markéta z Lichtenburka       |                              |                              | Eliška z Lichtenburka    | Eliška z Lichtenburka    | Eliška z Lichtenburka    | Eliška z Lichtenburka    | Eliška z Lichtenburka      | Eliška z Lichtenburka      |                            |                            | Boček z Kunštátu a Poděbrad | Boček z Kunštátu a Poděbrad | Boček z Kunštátu a Poděbrad | Boček z Kunštátu a Poděbrad | Boček z Kunštátu a Poděbrad | Boček z Kunštátu a Poděbrad |                         |                         | Anežka z Lichtenburka   | Anežka z Lichtenburka   | Anežka z Lichtenburka | Anežka z Lichtenburka | Anežka z Lichtenburka            | Anežka z Lichtenburka            |                                  |                                  | Mikuláš I. Malý                  | Mikuláš I. Malý                  | Mikuláš I. Malý | Mikuláš I. Malý | Mikuláš I. Malý | Mikuláš I. Malý |
|        |        |                            |                            |                            |                            |                            |                            |                               |                               |                               |                               |                               |                               |                              |                              |                              |                              |                          |                          |                          |                          |                            |                            |                            |                            |                             |                             |                             |                             |                             |                             |                         |                         |                         |                         |                       |                       |                                  |                                  |                                  |                                  |                                  |                                  |                 |                 |                 |                 |
|        |        |                            |                            |                            |                            |                            |                            |                               |                               |                               |                               |                               |                               |                              |                              |                              |                              |                          |                          |                          |                          |                            |                            |                            |                            |                             |                             |                             |                             |                             |                             |                         |                         |                         |                         |                       |                       |                                  |                                  |                                  |                                  |                                  |                                  |                 |                 |                 |                 |
|        |        |                            |                            |                            |                            |                            |                            |                               |                               |                               |                               |                               |                               |                              |                              |                              |                              |                          |                          |                          |                          | Páni z Kunštátu a Poděbrad | Páni z Kunštátu a Poděbrad | Páni z Kunštátu a Poděbrad | Páni z Kunštátu a Poděbrad | Páni z Kunštátu a Poděbrad  | Páni z Kunštátu a Poděbrad  |                             |                             |                             |                             |                         |                         |                         |                         |                       |                       | Piastovská minsterberská knížata | Piastovská minsterberská knížata | Piastovská minsterberská knížata | Piastovská minsterberská knížata | Piastovská minsterberská knížata | Piastovská minsterberská knížata |                 |                 |                 |                 |
|        |        |                            |                            |                            |                            |                            |                            |                               |                               |                               |                               |                               |                               |                              |                              |                              |                              |                          |                          |                          |                          | Páni z Kunštátu a Poděbrad | Páni z Kunštátu a Poděbrad | Páni z Kunštátu a Poděbrad | Páni z Kunštátu a Poděbrad | Páni z Kunštátu a Poděbrad  | Páni z Kunštátu a Poděbrad  |                             |                             |                             |                             |                         |                         |                         |                         |                       |                       | Piastovská minsterberská knížata | Piastovská minsterberská knížata | Piastovská minsterberská knížata | Piastovská minsterberská knížata | Piastovská minsterberská knížata | Piastovská minsterberská knížata |                 |                 |                 |                 |